# 길터보
《길터보》(ギルターボ)는 《열혈최강 고자우라》에 등장하는 등장인물으로, 국내명은 카리바. 성우는 나카지마 타츠오와 같은 오인성

## 소개
엔진왕의 전용로봇이자 직속부하. 전기왕이 타고 있던 데스볼트와는 달리 감정이 있어서 스스로 생각하고 움직인다. 거대한 검을 주무기로 사용하며, 자신의 입으로 기계란으로 기계화수를 소환한 뒤 합체하여 더욱 강력한 슈퍼 데블전사를 탄생시키나 역시 번번히 패배, 엔진왕의 명령으로 공룡수비대의 담임 나카지마 타츠오를 기계화성으로 납치한다. 마음이 만드는 힘을 집착하는 엔진왕을 걱정해서 "엔진대왕님 제 말을 들어봐 주십시오. 전 그저 마음이 어떤지 정확하게 아시라는 것 뿐입니다. 대마왕 말대로 마음의 힘이 무서운 결과를 낳게 될지도 모르잖습니까?"라고 그를 설득해보지만 실패. 엔진왕이 위기에 처하자 마음에서 솟아나는 힘을 얻고 그를 구하려다 기계대마왕의 공격을 대신 받고 엔진왕에게 "대왕님 방금 마음의 힘이 뭔지 알게되었습니다. 마음이란... 마음이란!"이라는 말을 남기고 폭발하면서 산산조각이 나버린다. 마치 살아있는 것처럼 눈에서 눈물처럼 기름이 흘러나왔다. 자신에게 다가가는 엔진왕에게 손을 뻗고 그와 함께 기계화성과 같이 폭발해버린다. 나중에 그의 머리가 폭발하면서 생긴 차원의 틈으로 들어가 원자왕의 손에 들어오고 다크 고자우라를 만드는 역할을 하기도 한다.